# Ubatubesia oliverioi
Ubatubesia oliverioi is een hooiwagen uit de familie Gonyleptidae.